# Maupas (Gers)
Maupas é uma comuna francesa na região administrativa de Occitânia, no departamento de Gers. Estende-se por uma área de 9,85 km². Em 2010 a comuna tinha 205 habitantes (densidade: 20,8 hab./km²).